# Gunnahalli, Chintamani
Gunnahalli là một làng thuộc tehsil Chintamani, huyện Kolar, bang Karnataka, Ấn Độ.